# Rouillé, Vienne
Rouillé är en kommun i departementet Vienne i regionen Nouvelle-Aquitaine i västra Frankrike. Kommunen ligger i kantonen Lusignan som tillhör arrondissementet Poitiers. År 2022 hade Rouillé 2 521 invånare.

## Befolkningsutveckling
Antalet invånare i kommunen Rouillé
| Referens: INSEE |